# Janeane Garofalo
Pour les articles homonymes, voir Garofalo.
Janeane Garofalo (/dʒə.ˈniːn ɡə.ˈɹɒf.əl.əʊ/) est une actrice, humoriste, productrice, réalisatrice et scénariste américaine née le 28 septembre 1964 à Newton (New Jersey).
Lors de son spectacle de stand-up filmé à Seattle, elle a abordé le thème de son asexualité et s'est décrite comme n'ayant aucun intérêt pour le sexe.

## Filmographie

### Cinéma
- 1989 : Kiki la petite sorcière (Majo no takkyûbin) : Ursula (voix)
- 1991 : Passeport pour le futur (Late for Dinner) : Counter Girl
- 1992 : That's What Women Want : Jennifer
- 1994 : Suspicious : Femme
- 1994 : Génération 90 (Reality Bites) : Vickie Miner
- 1995 : Bye Bye Love de Sam Weisman : Lucille
- 1995 : I Shot a Man in Vegas (en) : Gale
- 1995 : Coldblooded : Honey
- 1995 : Souvenirs d'un été (Now and Then) : Wiladene
- 1996 : Entre chiens et chat (The Truth About Cats and Dogs) de Michael Lehmann : Abby
- 1996 : Disjoncté (The Cable Guy) de Ben Stiller : serveuse Moyen Âge
- 1996 : Un éléphant sur les bras (Larger Than Life) : Mo
- 1997 : Touch : Kathy Worthington
- 1997 : Romy et Michelle, 10 ans après : Heather Mooney
- 1997 : Copland de James Mangold : Cindy Betts
- 1997 : L'Entremetteur (The MatchMaker) : Marcy Tizard
- 1997 : Sweethearts (en) : Jasmine
- 1998 : The Thin Pink Line : Joyce Wintergarden-Dingle
- 1998 : Les Fumistes (Half Baked) : la fumeuse qui n'est créative que quand elle fume
- 1998 : Permanent Midnight : Jana Farmer
- 1998 : Dog Park : Jeri
- 1998 : Clay Pigeons : Agent Shelby
- 1999 : Comme un voleur (Thick as Thieves) de Scott Sanders : Anne
- 1999 : Torrance Rises : Janeane Garofalo
- 1999 : Can't Stop Dancing (en) : Belinda Peck
- 1999 : The Minus Man : Ferrin
- 1999 : 200 Cigarettes : Ellie
- 1999 : Dogma de Kevin Smith : Liz
- 1999 : Mystery Men de Kinka Usher : La Boule
- 1999 : La Mémoire volée (The Bumblebee Flies Anyway) : Dr Harriman / Handyman
- 2000 : The Cherry Picker
- 2000 : De quelle planète viens-tu ? (What Planet Are You From?) : la femme nerveuse
- 2000 : Steal This Movie (en) : Anita Hoffman
- 2000 : The Independent (en) : Paloma Fineman
- 2000 : Titan A.E. : Stith (voix)
- 2000 : Les Aventures de Rocky et Bullwinkle (The Adventures of Rocky & Bullwinkle) de Des McAnuff : Minnie Mogul
- 2001 : Housekeeping : Hotel Employee (voix)
- 2001 : Wet Hot American Summer : Beth
- 2001 : The Search for John Gissing : Linda Barnes
- 2002 : Le Projet Laramie (The Laramie Project) : Catherine Connolly
- 2002 : Martin & Orloff (en) : Hairdresser
- 2002 : Big Trouble : officier Monica Romero, police de Miami
- 2003 : Manhood (en) : Jill
- 2003 : Behind the Microphone: Kiki's Delivery Service (vidéo) : Ursula (voix)
- 2003 : Ash Tuesday (en) : Liz
- 2003 : Wonderland : Joy Miller
- 2003 : Nobody Knows Anything! : Patty
- 2004 : Junebug and Hurricane : Chandre
- 2004 : Jiminy Glick in Lalawood : Dee Dee
- 2005 : Duane Hopwood (en) : Linda
- 2005 : Stay : Dr Beth Levy
- 2006 : The Wild : Bridget la girafe (voix)
- 2007 : Ratatouille : Colette (voix)
- 2009 : En cloque mais pas trop (Labor Pains) : Claire
- 2019 : Mission Paradis (Come as You Are) de Richard Wong

### Télévision
- 1992 : The Ben Stiller Show : divers personnages
- 1992 : The Larry Sanders Show: Paula (1992-1997)
- 1993 : Les Chroniques de San Francisco (Tales of the City) : Coppola Woman
- 1994 : Saturday Night Live : Divers rôles (1994-1995)
- 1996 : Mr. Show with Bob and David: Fantastic Newness : divers personnages
- 2000 : Les Soprano (saison 2 - épisode 7) : elle-même
- 2003 : Slice o' Life
- 2004 : Pilot Season : présentatrice (voix)
- 2005 : À la Maison-Blanche : Lou (Matt Santos Deputy Campaign Director)
- 2005 : Nadine in Date Land : Nadine
- 2008 : 24 Heures chrono (saison 7) : Janis Gold
- 2011 : Criminal Minds: Suspect Behavior : agent spécial Beth Griffith
- 2016 : Younger : Cass DeKenessy

### Productrice
- 1997 : Sweethearts (en)
- 2003 : Slice o' Life

### Réalisatrice
- 2001 : Housekeeping

### Scénariste
- 2001 : Housekeeping

## Voix françaises
- Vanina Pradier dans :
  - Wet Hot American Summer
  - À la Maison-Blanche (série télévisée)
  - Wet Hot American Summer: First Day of Camp (série télévisée)
  - Wet Hot American Summer: Ten Years Later (série télévisée)
  - Stumptown (série télévisée)
  - The God Committee

- Marie-Martine dans :
  - Bye Bye Love
  - Le Projet Laramie
  - Head Case (série télévisée)

- Ninou Fratellini dans :
  - La Mémoire volée
  - De quelle planète viens-tu ?
- Juliette Degenne dans :
  - En cloque mais pas trop
  - Sandy Wexler

- Dorothée Jemma dans Génération 90
- Laurence Sacquet dans Infos FM (série télévisée)
- Dominique Chauby dans Entre chiens et chats
- Annie Balestra dans Disjoncté
- Emmanuèle Bondeville dans Ellen (série télévisée)
- Pascale Vital dans Copland
- Nathalie Spitzer dans L'Entremetteur
- Laurence Bréheret dans Felicity (série télévisée)
- Véronique Alycia dans Mystery Men
- Hélène Chanson dans Dingue de toi (série télévisée)
- Ève Lorach dans Les Soprano (série télévisée)
- Marie Vincent dans Titan A.E. (voix)
- Frédérique Tirmont dans Stay
- Camille Dalmais dans Ratatouille (voix)
- Sandrine Cohen dans 24 Heures chrono (série télévisée)
- Sophie Riffont dans Criminal Minds: Suspect Behavior (série télévisée)
- Isabelle Leprince dans Mission Paradis
- Catherine Artigala dans Younger (série télévisée)
- Armelle Gallaud dans Flora et Ulysses
- Brigitte Virtudes dans Billions (série télévisée)